# Elżbieta Woodville
Elżbieta Woodville, (de) Wydeville, Wydville (ur. ok. 1437, zm. 8 czerwca 1492) – królowa Anglii w latach 1464-1483 r. jako żona Edwarda IV, matka m.in. Edwarda V i Elżbiety York.

## Pochodzenie
Elżbieta urodziła się około 1437 roku w Grafton Regis (Northamptonshire) jako pierwsze z czternaściorga dzieci Ryszarda Woodville’a i Jakobiny Luksemburskiej. Jej matka była wdową po Janie księciu Bedford, bracie króla Anglii Henryka V oraz daleką krewną cesarza Zygmunta Luksemburczyka (ich wspólnym przodkiem był hrabia Luksemburga Henryk V).  
Małżeństwo jej rodziców zostało zawarte prawdopodobnie w 1436 r. i wywołało skandal ze względu na to, że Ryszard Woodville był niżej urodzony od żony, w dodatku był giermkiem jej zmarłego męża.  
Dzięki bliskim kontaktom jej matki z królową Anglii Małgorzatą Andegaweńską w 1448 r. Ryszard Woodville otrzymał tytuł barona Rivers i od tego czasu rodzina Elżbiety zaczęła brać czynny udział w życiu angielskiej arystokracji.

## Pierwsze małżeństwo

### John Grey
Około 1452 r. poślubiła starszego o około 5 lat Johna Greya, barona Ferrers of Groby. To małżeństwo było planowane przez obie rodziny od kilku lat. Elżbieta zamieszkała w posiadłości swoich teściów w Groby w hrabstwie Leicestershire.

### Potomstwo
Z tego małżeństwa przyszło na świat dwóch synów: 
- Thomas Grey (ok. 1455[4] - zm. 1501[1]), markiz Dorset, który był pradziadem 9-dniowej królowej Jane Grey[5],
- Richard (ok. 1457[4] - zm. 1483[1]), stracony z rozkazu króla Ryszarda III[1].

### Walka o spadek
John Grey zginął w lutym 1461 r. w drugiej bitwie pod Saint Albans walcząc po stronie Lancasterów. Królem Anglii został Edward IV. Elżbieta wkrótce po owdowieniu popadła w konflikt z teściową o spadek po swoim mężu, który należał się jej synom a który baronowa Ferres chciała zatrzymać dla siebie. Elżbieta prawdopodobnie wróciła do rodzinnej posiadłości, jednak kontynuując walkę o spadek zwróciła się z pomocą do doradcy króla, Williama Hastingsa

## Królowa Anglii

### Małżeństwo z Edwardem IV
Nie wiadomo, jak i gdzie król Edward IV poznał Elżbietę. Najprawdopodobniej podczas objazdu królestwa wiosną 1464 r. król zatrzymał się w Grafton i tam zwrócił uwagę na Elżbietę. Edward słynął z romansowania z wieloma kobietami, jednak Elżbieta nie wyraziła zgody na pozamałżeńską intymną relację.
Ślub odbył się w sekrecie 1 maja 1464 r. w domu rodzinnym Elżbiety w Northamptonshire. Jej matka Jakobina była jedynym członkiem rodziny obecnym podczas tej uroczystości.  Edward IV poinformował swoich doradców o zawartym małżeństwie kilka miesięcy później, we wrześniu 1464 r. Ślub monarchy ze starszą od niego wdową, której zmarły mąż walczył w armii wrogiej dynastii, w dodatku niepochodzącą z królewskiej rodziny wywołał skandal. Dodatkowo po raz pierwszy w historii Anglii król popełnił mezalians. Pojawiły się plotki, że ślub króla jest wynikiem czarów Elżbiety i jej matki.
Edward biorąc ślub z Elżbietą zniszczył też plany doradcy Richarda Neville’a, hrabiego Warwick (zwanego Twórcą Królów), który planował mariaż Edwarda z Boną Sabaudzką.
Koronacja Elżbiety odbyła się 26 maja 1465 r.
Królowa była świadoma, że Edward miewa kochanki, jednak ich relacje przez cały okres małżeństwa były bliskie.  

### Awans rodziny Woodville’ów
Edward z czasem zaczął faworyzować rodzinę żony, a ona wykorzystywała to i m.in. aranżowała korzystne małżeństwa swojemu licznemu rodzeństwu. Jej siostry powychodziły za mąż za arystokratów. Największe oburzenie wywołał ślub jej brata Johna z trzykrotną wdową, ponad 60-letnią Katarzyną Neville, wdową po księciu Norfolk oraz małżeństwo najmłodszej siostry Katarzyny z Henrykiem Staffordem, księciem Buckingham. Richard Woodville został wielkim lordem skarbnikiem i hrabią, najstarszy brat królowej Anthony otrzymał tytuł lorda wyspy Wight, a Leon rozwijał karierę duchową. Dla Elżbiety jako królowej jednym z priorytetów było dbanie o interesy swojej rodziny.
Na wychowawcę następcy tronu, Edwarda, Elżbieta wybrała swego ukochanego brata Antoniego. Gdy Edward IV w 1475 r.  wyruszał na podbój Francji, wyznaczył żonę na głównego wykonawcę testamentu w razie jego ewentualnej śmierci.

### Osobowość
Królowa uchodziła za piękną kobietę. Cechowała ją chłodna inteligencja. Cieszyła się dużym zaufaniem męża. Zarzucano jej kłótliwość i ostry stosunek do wrogów a także wyniosłość. Elżbieta wspierała instytucje religijne oraz interesowała się nauką. Przez wrogów była nazywana czarownicą.  

### Relacje z rodziną króla
Królowa była skonfliktowana ze swoimi szwagrami, zwłaszcza z George’em, księciem Clarence. Ich stosunki pogorszyły się jeszcze bardziej, gdy Edward IV prawdopodobnie pod wpływem Elżbiety odmówił bratu wydania zgody na jego ślub z Marią Burgundzką. Do ślubu nigdy nie doszło. Królowa obawiała się, że gdy George, już wcześniej spiskujący przeciwko jej mężowi, zyska burgundzką armię, może wykorzystać ją do odebrania dziedzictwa jej synom. Książę Clarence został stracony w lutym 1478 r. poprze utopienie w beczce małmazji.
Elżbieta nie miała również dobrych kontaktów z matką króla, Cecylią Neville.

### Potomstwo
Podczas małżeństwa z Edwardem IV Elżbieta urodziła 10 dzieci:
- Elżbieta (11 lutego 1466 – 11 lutego 1503), żona Henryka VII Tudora, króla Anglii
- Maria (11 sierpnia 1467 – 23 maja 1482)
- Cecylia (20 marca 1469 – 24 sierpnia 1507), żona Johna Wellesa, 1. wicehrabiego Welles a następnie Thomasa Kymbe'a
- Edward V (4 listopada 1470 – 1483 (?)), król Anglii
- Małgorzata (10 kwietnia 1472 – 11 grudnia 1472)
- Ryszard Shrewsbury (17 sierpnia 1473 – 1483 (?)), 1. książę Yorku
- Anna (2 listopada 1475 – 23 listopada 1511), żona Thomasa Howarda, 3. księcia Norfolk
- Jerzy (marzec 1477 – marzec 1479), książę Bedford
- Katarzyna (14 sierpnia 1479 – 15 listopada 1527), żona Williama Courtenaya, 1. hrabiego Devon
- Brygida (10 listopada 1480 – 1517), zakonnica

## Życie po śmierci Edwarda IV

### Walka o koronę
Niespodziewanie 9 kwietnia 1483 roku Elżbieta została wdową i królową matką.
Nowy król, niespełna 13-letni Edward V przebywał w Walii wraz ze swym przyrodnim bratem Richardem Greyem i wujem Anthonym Woodville’em. Elżbiecie, przeczuwającej zagrożenie, zależało na jak najszybszej koronacji syna, którą zaplanowano na 4 maja 1483 r. Wrogowie rodziny Woodville’ów obawiali się, że król zostanie całkowicie zdominowany przez Elżbietę i jej brata.
Elżbieta poleciła Anthony’emu eskortowanie młodego króla do Londynu. 30 kwietnia 1483 r. w Stony Stratford Ryszard, książę Gloucester odbił swego bratanka i przejął nad nim kontrolę. Brat i syn Elżbiety z pierwszego małżeństwa zostali uwięzieni.
Na wieść o tych wydarzeniach Elżbieta wraz z następcą tronu Ryszardem, pierworodnym synem Thomasem Greyem oraz 5 córkami (Elżbietą, Cecylią, Anną, Katarzyną i Brygidą) schroniła się w Opactwie Westminsterskim. Król na polecenie swego stryja przebywał w Tower a jego koronacja została przełożona na 22 czerwca 1483 r.
Królowa spiskowała przeciwko Ryszardowi, księciu Gloucester m.in. z lordem Hastingsem, który został zamordowany przez żołnierzy księcia Buckingham.  16 czerwca 1483 r. z rozkazu Ryszarda następca tronu opuścił sanktuarium i dołączył do swego brata w Tower.

### Upadek
22 czerwca 1483 r. małżeństwo Elżbiety i Edwarda IV zostało uznane za nieważne, gdyż pomiędzy 1461 r. a 1464 r. król zawarł małżeństwo (lub obiecał jego zawarcie) z Eleanor Talbot. Obietnica ta była wiążąca, stąd uznano, że Edward żył w bigamii, jednak Eleanor Talbot zmarła 2 lata przed narodzinami Edwarda V. Domniemana żona Edwarda IV ani jej rodzina nigdy nie wysuwali żadnych roszczeń przeciwko królowi w związku z tą relacją. Robert Stillington, biskup Bath i Wells twierdził, że udzielił ślubu tej parze. Na tej podstawie wszystkie dzieci Edwarda i Elżbiety zostały uznane za nieślubne (w tym obecny król Edward V).
Ryszard III został ogłoszony królem 26 czerwca 1483 r. Dzień wcześniej stracono Anthony’ego Woodville’a i Richarda Greya. O byłym królu i jego bracie krążyły sprzeczne informacje, jednak nie byli widziani publicznie już nigdy więcej.
Elżbieta straciła tytuł królowej matki i znana była odtąd jako lady Elizabeth Grey.